# Wonderwoods
Wonderwoods is een mixed-use nieuwbouwproject met twee groene torens in de Nederlandse stad Utrecht. De bouw van de torens is gestart aan het begin van 2020 en moet naar verwachting in 2024 gereed zijn. De torens komen te liggen aan het Veemarktplein en de Jaarbeursboulevard (Croeselaan) in het gebied dat later onder handen wordt genomen en bekend zal komen te staan als het Beurskwartier.
Het complex zal bestaan uit twee torens van  107 en 73 meter hoog, waarvan de hoogste toren Introvert is gelegen aan de Croeselaan. Introvert is ontworpen door architectenbureau Stefano Boeri Architetti uit Milaan. De andere toren Extrovert is ontworpen door MVSA Architecten uit Amsterdam. De groene structuur rondom en op de toren is ontworpen door Arcadis landschapsarchitecten.
In de twee groene torens komen zo'n 300 woningen waarvan 40% procent koop. Tevens komen er huurwoningen voor mensen die werken in de publieke sector en atelierwoningen. 27.000 m² is gereserveerd voor andere voorzieningen zoals een PlayLab, kantoren, horeca, sportfaciliteiten, kleine winkels en educatie.
Op het gebouw komen ook 360 bomen en 9640 struiken.
Op 18 juli werd bekend dat verzekeringsmaatschappij ASR 14.000 m² kantoorruimte, het PlayLab van zo'n 2.400 m², de onderliggende voorzieningen gelegen in de toren en de parkeergarage met plaats voor 160 auto's had gekocht.
Op 25 januari 2024 werd het hoogste punt van het project bereikt.

## PlayLab
Het PlayLab wordt een proeftuin voor toekomstige technische en wetenschappelijke vernuften. Dit proeflab wordt ontwikkeld door verschillende partijen uit binnen- en buitenland. Het lab wordt zo een plek waar interdisciplinaire samenwerking plaatsvindt tussen wetenschappers en kunstenaars, en waar zij experimenteren met nieuwe technologieën en toepassingen.

## Nowhere
In Wonderwoods komt ook een ruimte voor digitale kunst. Deze immersive digital art space krijgt de naam Nowhere en wordt ontwikkeld door het kunstcollectief teamLab. De opening hiervan staat gepland voor medio 2025.

## Fotogalerij

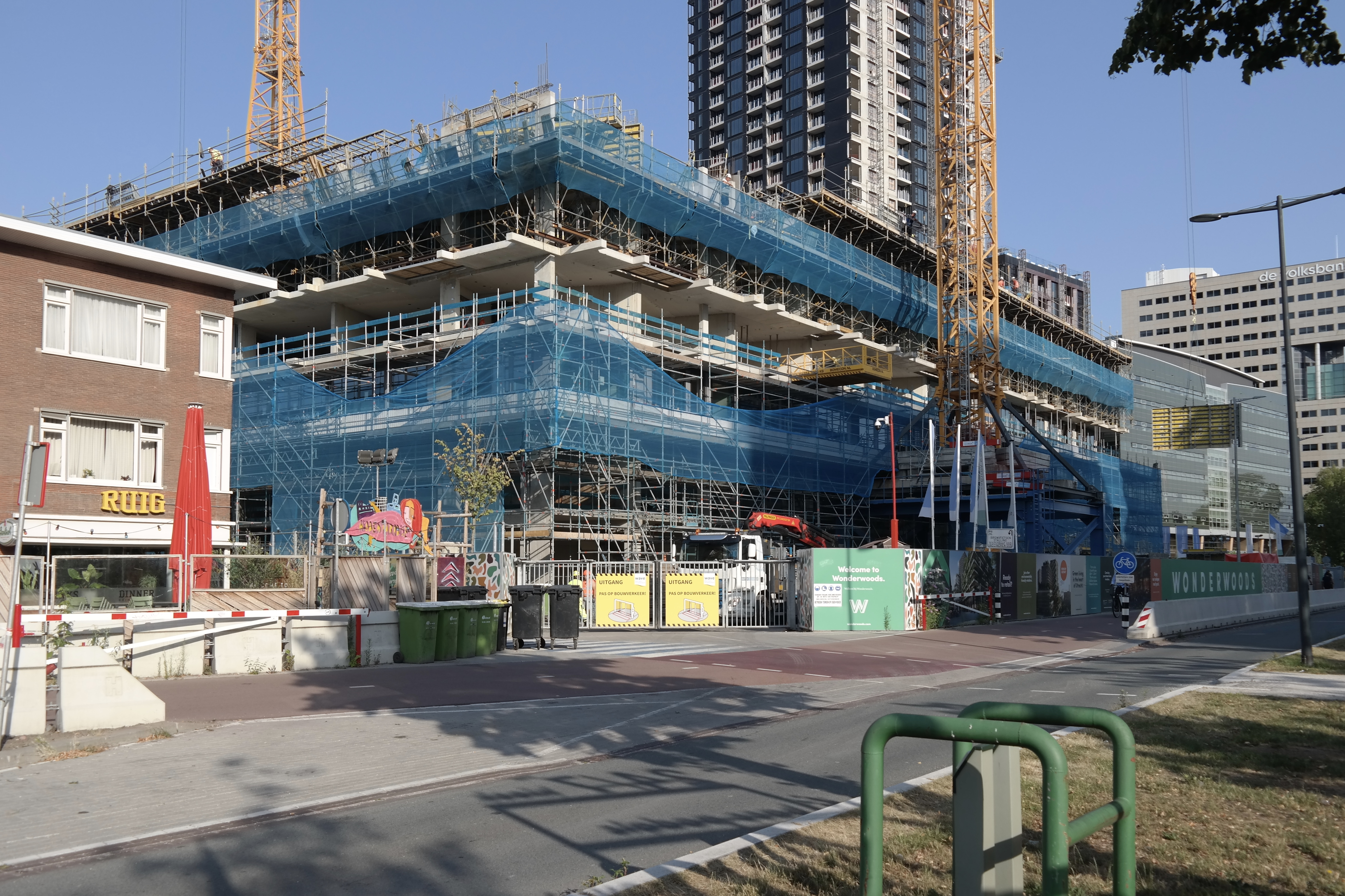
Wonderwoods in aanbouw
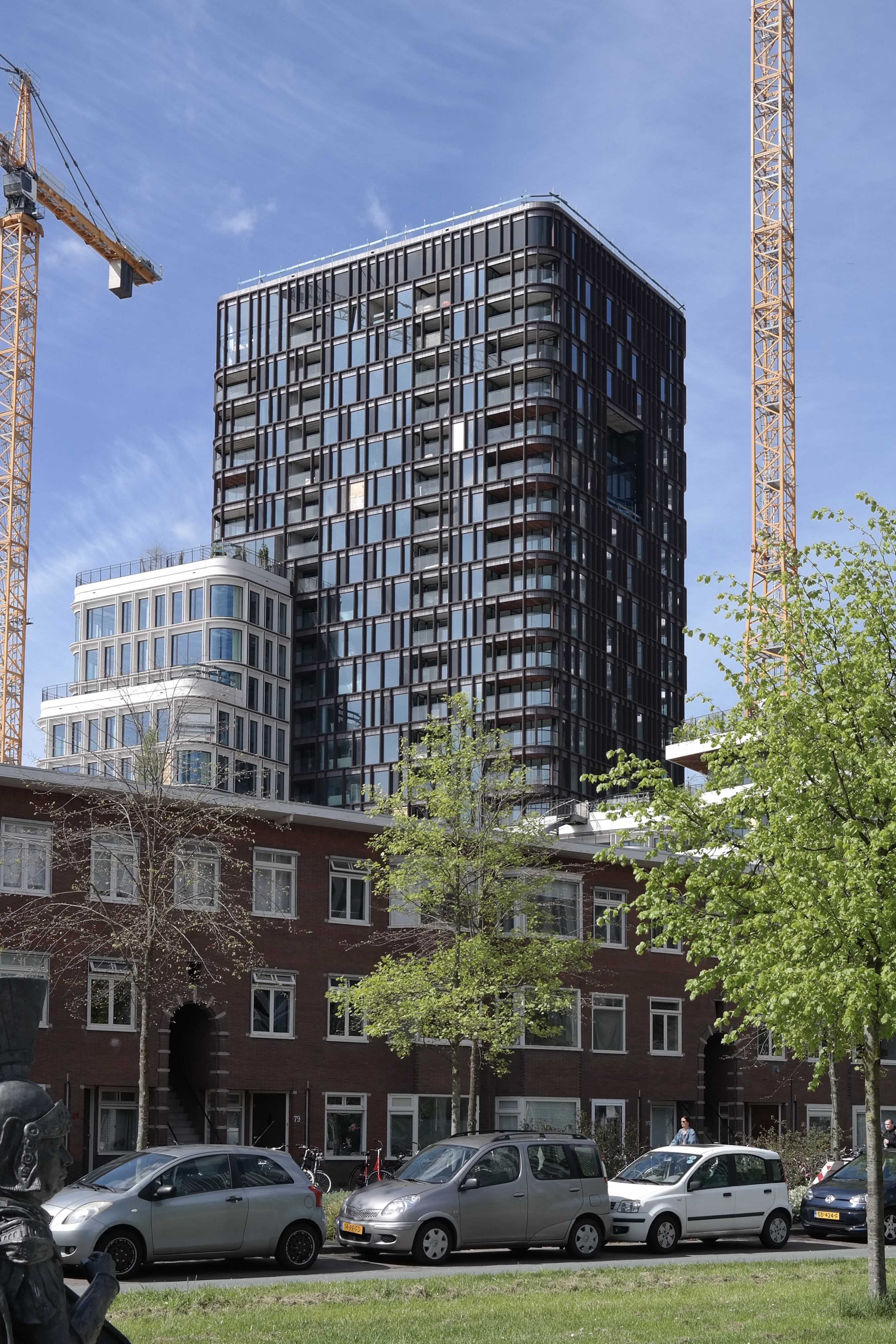
Extrovert tijdens de laatste fase van de bouw in 2024
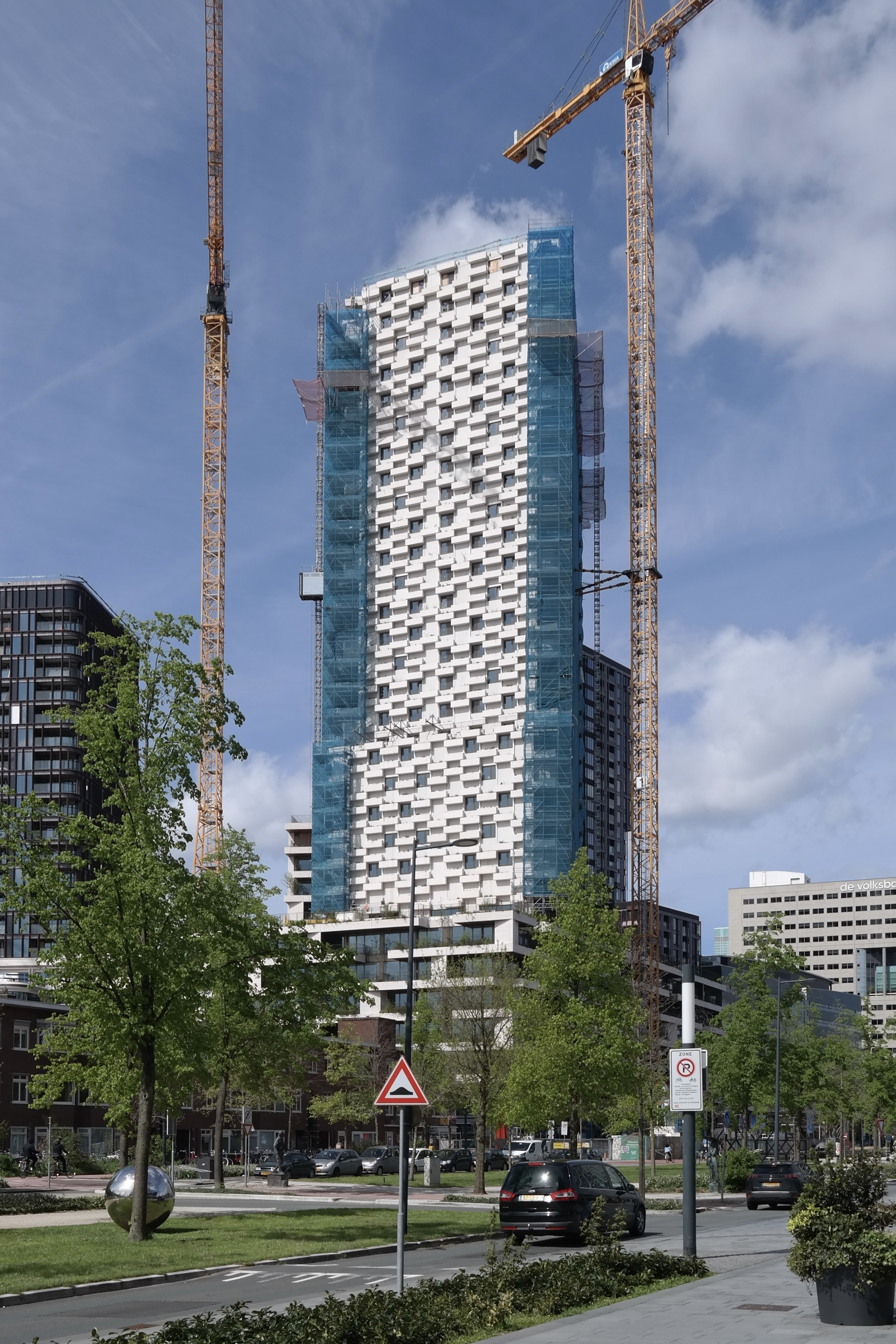
Introvert tijdens de laatste fase van de bouw in 2024
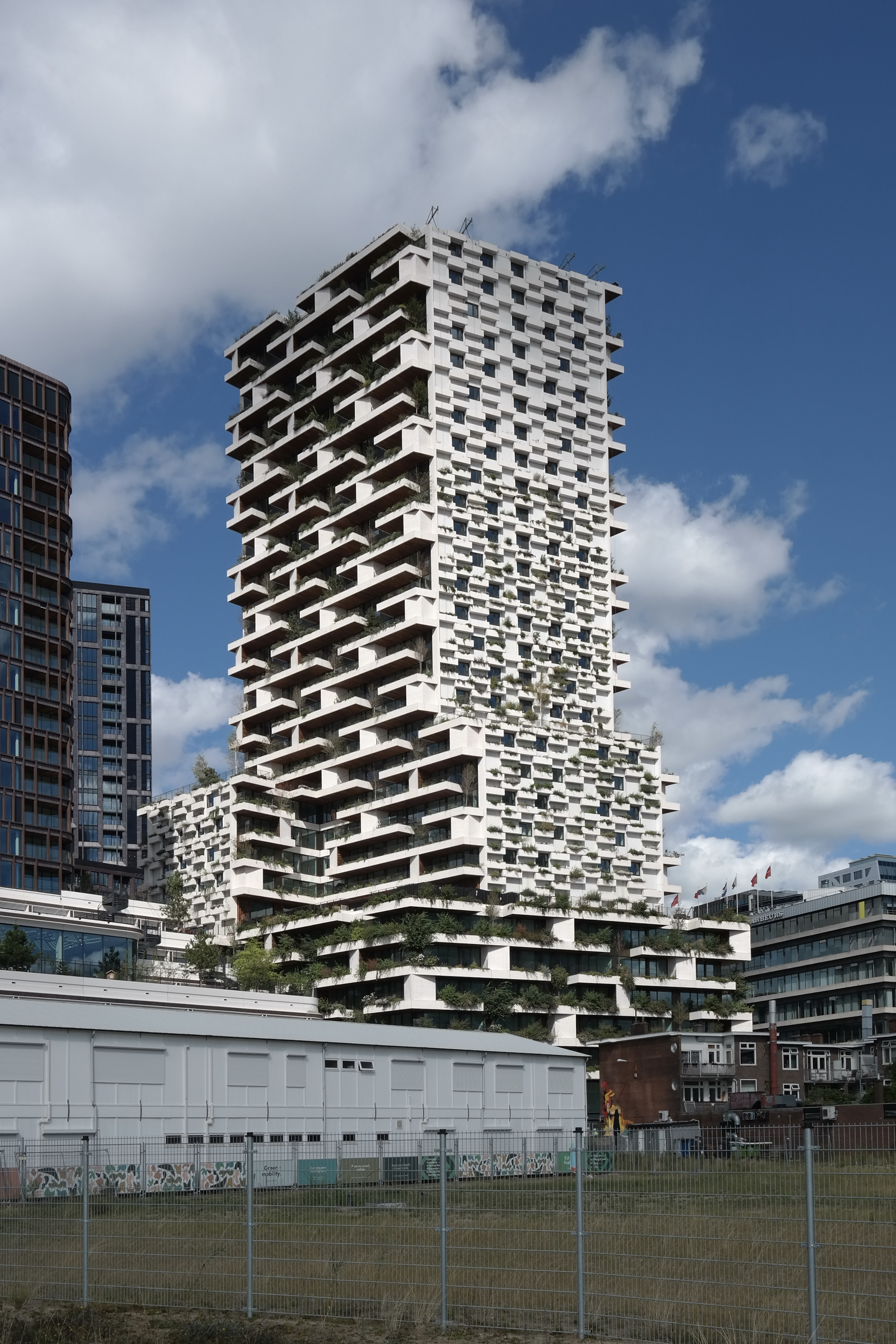
Introvert in september 2024